# Президенти-Олегариу
Президенти-Олегариу (порт. Presidente Olegário) — муниципалитет в Бразилии, входит в штат Минас-Жерайс. Составная часть мезорегиона Северо-запад штата Минас-Жерайс. Входит в экономико-статистический  микрорегион Паракату. Население составляет 18 210 человек на 2005 год. Занимает площадь 3531,221 км². Плотность населения — 5,2 чел./км².
Праздник города — 1 января.

## История
Город основан 1 января 1939 года.

## Статистика
- Валовой внутренний продукт на 2003 год составляет 138 006 324,00 реалов (данные: Бразильский институт географии и статистики).
- Валовой внутренний продукт на душу населения на 2003 год составляет 7643,66 реалов (данные: Бразильский институт географии и статистики).
- Индекс развития человеческого потенциала на 2000 год составляет 0,721 (данные: Программа развития ООН).

## География
Климат местности: субтропический гумидный.